# Gozzano
Gozzano (piemontiul: Gosan) település Olaszországban, Piemont régióban, Novara megyében. Lakosainak száma 5499 fő (2023. január 1.). Gozzano Borgomanero, Gargallo, Orta San Giulio, Pogno, Soriso, Bolzano Novarese, Briga Novarese, Invorio és San Maurizio d’Opaglio községekkel határos.

## Népesség
A település lakossága az elmúlt években az alábbi módon változott:
| Lakosok száma | 5596 | 5622 | 5499 |
|               | 2017 | 2018 | 2023 |